# U-905
Unterseeboot 905 foi um submarino alemão do Tipo VIIC, pertencente a Kriegsmarine que atuou durante a Segunda Guerra Mundial.

## Comandantes
| Comandante                | Data                                      |
| ------------------------- | ----------------------------------------- |
| Oblt. Heinz-Ehler Brüllau | 8 de março de 1944 - 26 de junho de 1944  |
| Oblt. Bernhard Schwarting | 27 de junho de 1944 - 27 de março de 1945 |

## Subordinação
Durante o seu tempo de serviço, esteve subordinado às seguintes flotilhas:
| Período                                     | Flotilha                                   |
| ------------------------------------------- | ------------------------------------------ |
| 8 de março de 1944 - 30 de novembro de 1944 | 31. Unterseebootsflottille (treinamento)   |
| 1 de dezembro de 1944 - 27 de março de 1945 | 11. Unterseebootsflottille (serviço ativo) |